# Pseudodiskrete Garbe
Eine pseudodiskrete Garbe ist eine spezielle Garbe topologischer Räume auf einem topologischen Raum.

## Definition
Sei {\displaystyle X} ein topologischer Raum, der eine Basis aus kompakten, offenen Teilmengen besitzt. Eine Garbe topologischer Räume {\displaystyle {\mathcal {F}}} auf {\displaystyle X} heißt pseudodiskret, falls für jede kompakte, offene Teilmenge {\displaystyle U\subset X} der Raum {\displaystyle {\mathcal {F}}(U)} diskret ist.

## Hintergrund
Versieht man eine Garbe {\displaystyle {\mathcal {F}}} von Mengen auf {\displaystyle X} mit der diskreten Topologie auf jeder Menge von Schnitten, so ergibt sich eine Prägarbe von topologischen Räumen, die im Allgemeinen keine Garbe topologischer Räume ist. Der Grund hierfür liegt in der kategoriellen Definition der Garbeneigenschaft: Sei {\displaystyle \{U_{i}\}_{i\in I}} eine offene Überdeckung einer offenen Teilmenge {\displaystyle U\subset X}. Im entsprechenden Diagramm
{\displaystyle {\mathcal {F}}(U)\to \prod _{i\in I}{\mathcal {F}}(U_{i})\,{\begin{matrix}\to \\[-.7em]\to \end{matrix}}\,\prod _{i,j\in I}{\mathcal {F}}(U_{i}\cap U_{j})}
ist die Abbildung auf der linken Seite zwar mengentheoretisch ein Differenzkern, aber nicht notwendig die Inklusion eines topologischen Teilraumes, und somit auch nicht notwendig ein Differenzkern in der Kategorie topologischer Räume.
Man kann nun zeigen, dass die Vergarbung {\displaystyle {\mathcal {F}}'} dieser diskreten Prägarbe eine pseudo-diskrete Garbe ist. Für eine beliebige offene Teilmenge {\displaystyle V\subset X} ist {\displaystyle {\mathcal {F}}'(V)} nicht notwendig diskret.
Die Vergarbung diskreter Prägarben {\displaystyle {\mathsf {Sh}}(X)\to {\mathsf {Sh}}_{\mathbf {Top} }(X)} definiert eine Kategorienäquivalenz zwischen der Kategorie der Garben von Mengen auf {\displaystyle X} und der Kategorie pseudo-diskreter Garben topologischer Räume auf {\displaystyle X}.

## Anwendung
Für ein Schema {\displaystyle (X,{\mathcal {O}}_{X})} ist {\displaystyle X} ein spektraler Raum. Insbesondere hat {\displaystyle X} eine Basis kompakter, offener Teilmengen. Fasst man die Strukturgarbe {\displaystyle {\mathcal {O}}_{X}} gemäß obiger Kategorienäquivalenz als pseudodiskrete Garbe auf, so lässt sich {\displaystyle (X,{\mathcal {O}}_{X})} als formales Schema verstehen.